# Torta alla panna
La torta alla panna (in inglese cream pie) è un dolce a base di latte, panna, zucchero, farina di frumento e uova. 

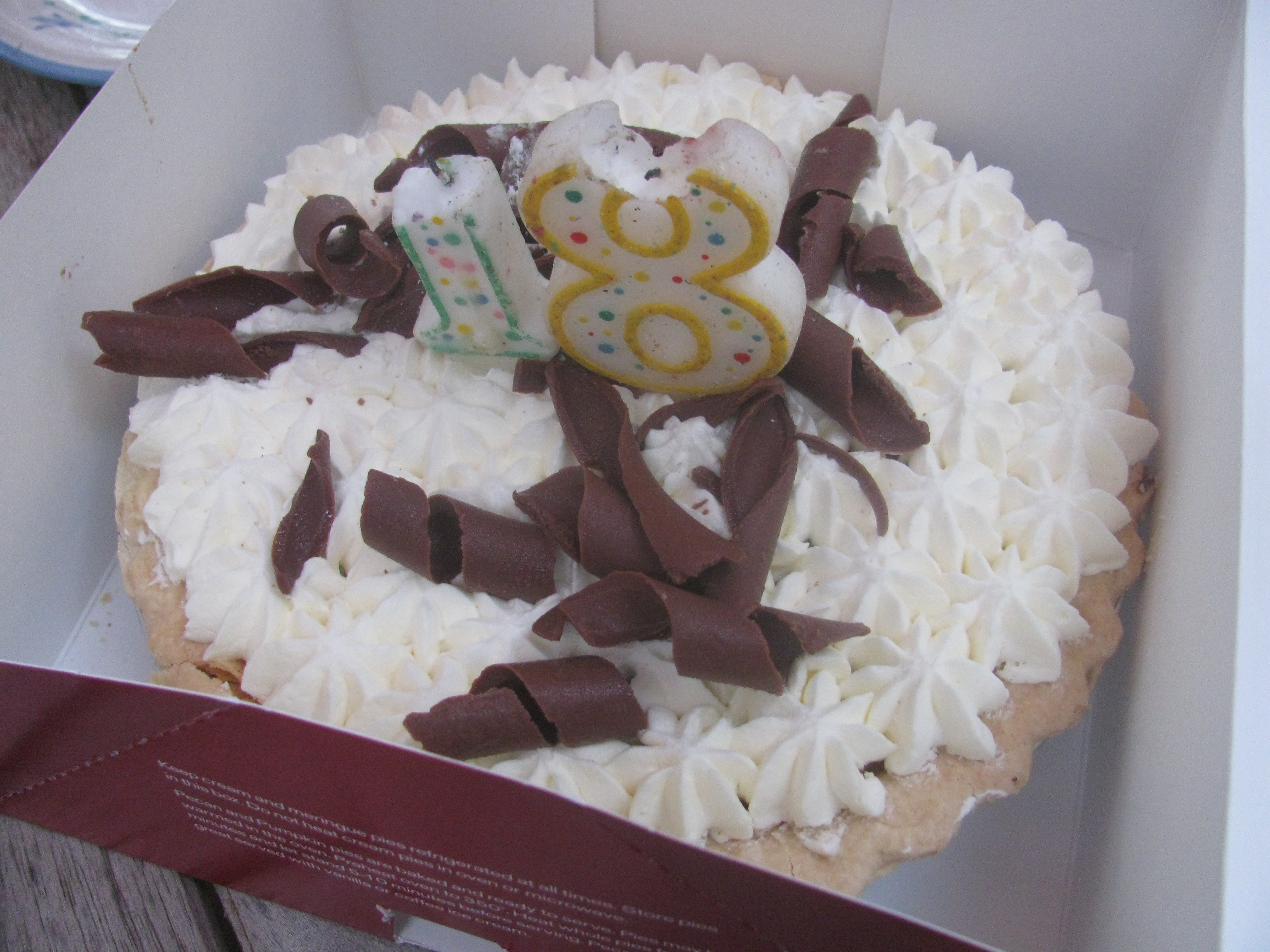
Torta alla panna di compleanno

## Descrizione
È disponibile in molteplici forme e varianti, con l'aggiunta di svariati ingredienti tra cui vaniglia, limone, lime, burro di arachidi, banana, cocco e cioccolato. Una caratteristica della maggior parte delle torte alla panna è la presenza sulla sua superficie di una decorazione con panna montata. Solitamente è presente anche la crosta, che copre sia il fondo che i lati ma non la parte superiore e può essere fatta con una normale pasta frolla, oppure con biscotti sbriciolati o una crosta di cracker Graham.
La torta alla panna è presente nell'immaginario collettivo coma la classica torta in faccia.